# Terminalia myriocarpa
Terminalia myriocarpa är en tvåhjärtbladig växtart som beskrevs av Henri Ferdinand Van Heurck och Johannes Müller Argoviensis.
Terminalia myriocarpa ingår i släktet Terminalia och familjen Combretaceae. Utöver nominatformen finns också underarten Terminalia myriocarpa hirsuta.

## Bildgalleri

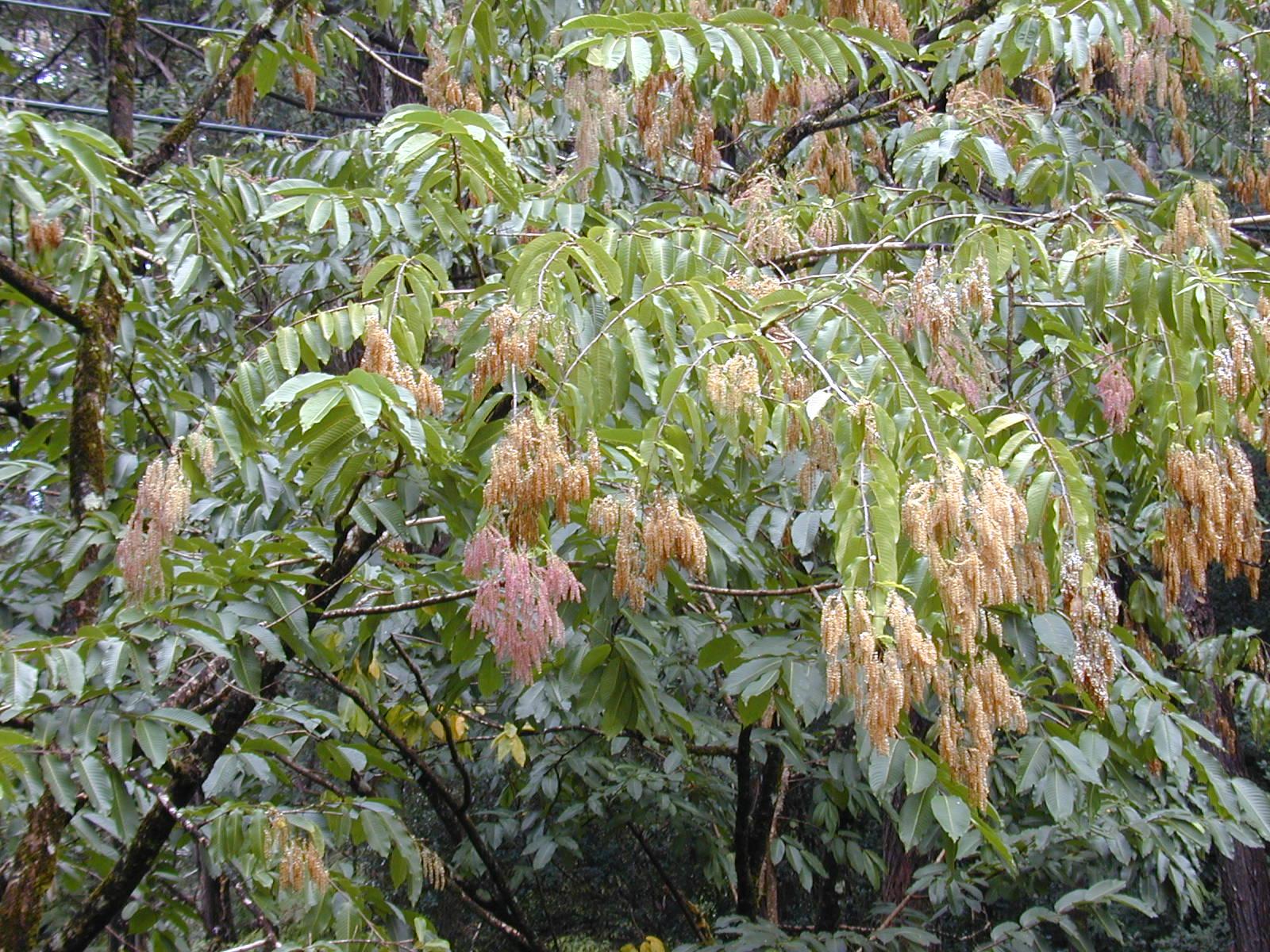